# Piotr Kowalczak
Piotr Włodzimierz Kowalczak (ur. 20 czerwca 1950 w Poznaniu) – hydrolog, profesor Instytutu Meteorologii i Gospodarki Wodnej – Państwowego Instytutu Badawczego (IMGW-PIB).

## Życiorys
Ukończył studia w 1982 r. na Akademii Rolniczej im. Augusta Cieszkowskiego w Poznaniu. W roku 1989 uzyskał tamże habilitację. W latach 1991–2007 był dyrektorem oddziału poznańskiego IMGW-PIB. W latach 2007–2008 i ponownie 2015-2016 był przewodniczącym Rady Naukowej, a od 2016 r. jest zastępcą dyrektora IMGW-PIB ds. badawczych. Od roku 2008 działa w Polskiej Akademii Nauk w Poznaniu.
Jest członkiem Grupy Roboczej „Woda i Klimat” Komisji Hydrologii Światowej Organizacji Meteorologicznej ONZ, członkiem Komisji Agrometeorologii Światowej Organizacji Meteorologicznej ONZ, członkiem Komitetu Naukowo-Technicznego ds. Gospodarki Wodnej Stowarzyszenia Inżynierów i Techników Wodnych i Melioracyjnych, członkiem Komitetu Sterującego Międzynarodowego Programu Badawczego „Baltex”.
W uznaniu dobrej współpracy z instytucjami Brandenburgii został przez ówczesnego premiera tego landu Manfreda Stolpego odznaczony w roku 1997 medalem Powodzi Odry (Oderflut-Medaille des Landes Brandenburg).
Jest autorem około trzystu prac badawczych m.in. z dziedziny gospodarki wodnej i hydrologii.

## Dzieła (wybór)
- Kowalczak P., Farat R., Kępińska-Kasprzak M., Mager P.: Susze na obszarze Polski w latach 1951–1990. IMGW, Warszawa 1995. ISSN 0239-6238.
- Kowalczak P., Farat R., Kępińska-Kasprzak M., Kuźnicka M., Mager P.: Hierarchia potrzeb obszarowych malej retencji. IMGW, Warszawa 1997. ISSN 0239-6238.
- Kowalczak P.: Konflikty o wodę. Wyd. Kurpisz: Przeźmierowo 2007, ISBN 978-83-89738-99-8.
- Kowalczak P., Krauze G., Siudak R.: Nowe metody pomiarów i analiz stosowane w badaniach limnologicznych na przykładzie jeziora Sława. IMGW, Warszawa 2007. ISSN 0239-6297.
- Kowalczak P.: Zagrożenia związane z deficytem wody. Wyd. Kurpisz: Przeźmierowo 2008, ISBN 978-83-7524-979-8.
- Kundzewicz Z.W., Kowalczak P.: Zmiany klimatu i ich skutki. Wyd. Kurpisz: Przeźmierowo 2008. ISBN 978-83-7524-969-9.
- Kowalczak P., Nieznański P., Stańko R., Sanz M.B., Mas F.M.: Natura 2000 a gospodarka wodna. Ministerstwo Ochrony Środowiska, Warszawa 2009. ISBN 978-83-89994-02-8.
- Kundzewicz Z.W., Kowalczak P.: The potential for water conflict is on the increase. Nature 459, 31 (6 May 2009). ISSN 0028-0836 EISSN 1476-4687.
- Kowalczak P., Kundzewicz Z.W.: Water–related conflicts in urban areas. Hydrological Sciences Journal, Special Issue – Water Crisis and Conflicts, 2010. ISSN 0262-6667 EISSN 2150-3435.
- Kowalczak P.: Wodne dylematy urbanizacji. Wyd. Kurpisz 2010. ISBN 978-83-61014-24-9.
- Kowalczak P.: Zmiany klimatu. Polityka. Ideologia. Nauka. Fakty. Wyd. 3S Media: Warszawa 2024 ISBN 978-83-67135-13-9